# Thiat
Thiat (tiếng Occitan: Tiat) là một xã của tỉnh Haute-Vienne, thuộc vùng Nouvelle-Aquitaine, miền trung nước Pháp.